# Sydafrikanska gränskriget
Sydafrikanska gränskriget var en väpnad konflikt som utkämpades mellan 1966 och 1989 i dåvarande Sydvästafrika (numera Namibia) och efter 1975 även i Angola, mellan Sydafrika och dess allierade, främst UNITA, och SWAPO och dess allierade, bland annat Kuba, Sovjetunionen och Östtyskland.
Rötterna till denna konflikt kan spåras tillbaka till första världskriget, då Sydafrika invaderade den då tyska besittningen Sydvästafrika. Efter första världskriget gav dåvarande NF Sydafrika ett mandat att styra över området. 